# 利川市各级文物保护单位列表
以下为中华人民共和国湖北省恩施土家族苗族自治州利川市各级文物保护单位列表。

## 全国重点文物保护单位
| 名称           | 分类   | 时代   | 地点 | 公布 | 图片 |
| -------------- | ------ | ------ | ---- | ---- | ---- |
| 大水井古建筑群 | 古建筑 | 清     |      |      |      |
| 鱼木寨         | 古建筑 | 明至清 |      |      |      |

## 湖北省文物保护单位
- 太平堂摩崖题刻	元	石刻	第二批
- 市石龙寺
- 如膏书院
- 三元堂
- 花犁岭天主教堂
- 建南崖墓群
- 佛堂墓群
- 长坪墓群
- 步青桥及字库塔
- 利川三塔
- 龙水文庙
- 谌满氏节孝坊
- 雀岩墩碑屋
- 范家老屋
- 中共湘鄂西前敌委员会会议旧址